# Villa Ludvigsberg

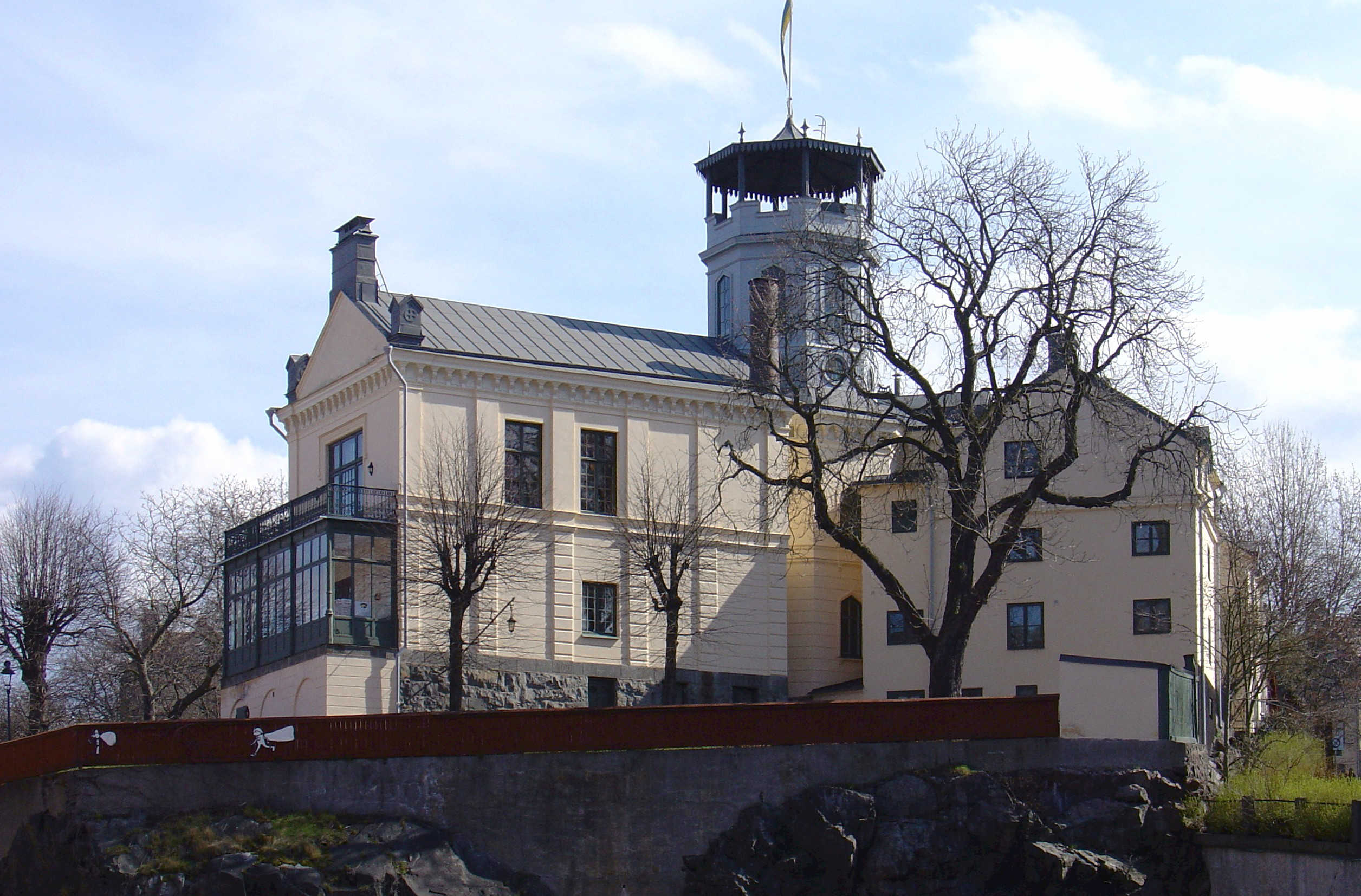
Villa Ludvigsberg i april 2008.

Villa Ludvigsberg är en villa i hörnet Ludvigsbergsgatan / Duvogränd på Skinnarviksberget på Södermalm i Stockholm. Byggnaden är blåmärkt av Stadsmuseet i Stockholm vilket innebär att den har "synnerligen höga kulturhistoriska värden". Idag används byggnaden som kontor. Huset har ett öppet läge på berget med god utsikt över Riddarfjärden. Den särpräglade fasaden med utsikstornet är väl synlig från långt håll.

## Historik

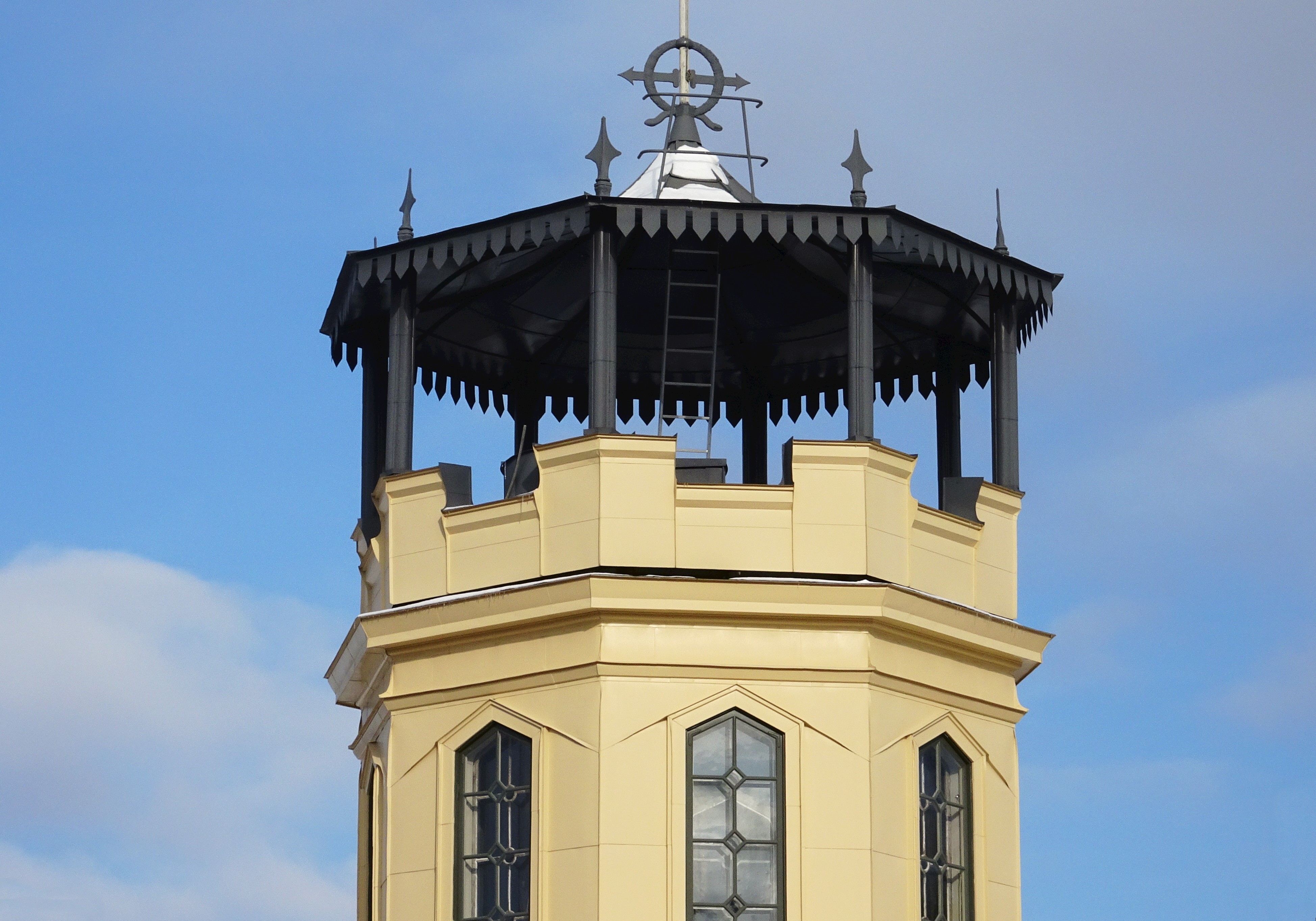
Utsiktstornet.

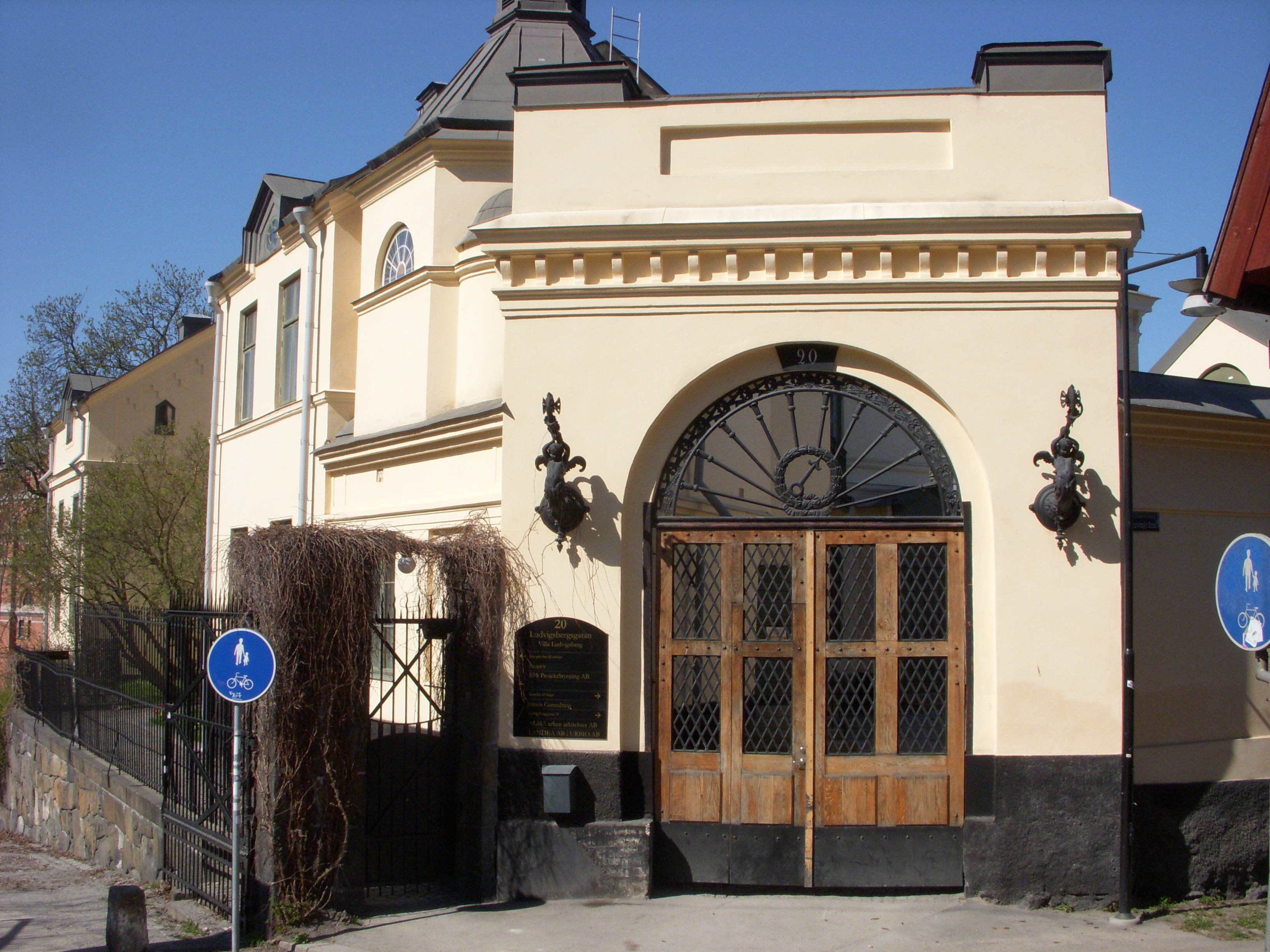
Villans entré, hörnet Duvogränd.

Byggnaden uppfördes år 1859–1860 efter ritningar av arkitekt Johan Fredrik Åbom för Jacques Lamm, ägaren av Ludwigsbergs verkstad. Åbom ritade i samarbete med byggherren en byggnad med fasader i en blandning av gotik och nyrenässans. Interiört hade villan en konventionell planlösning för en herrgård. Den bevarade entrén är rik smyckat med gjutjärnsdetaljer ur den egna produktionen, bland annat med två figurativa konsoler för en tidigare gasbelysning. 
Till huset hör ett karakteristiskt, oktogonalt utsiktstorn. Jacques Lamms dotter Dora, som växte upp i villan, berättade bland annat följande om utsiktstornet i barndomshemmet:
| ” | Över vinden kom man på en trätrappa upp i ett utsiktstorn och genom en plåtklädd huv upp på översta torntaket, varöver var spänt ett paraplyliknanden plåttak och varifrån man hade ett vidsträckt panorama över hela Stockholm […] I tornrummets fönster funnos röda, gula, gröna och blå glasrutor: staden gjorde högst olika intryck genom dessa olikfärgade glas… | „ |

Historiska interiörbilder från 1898.
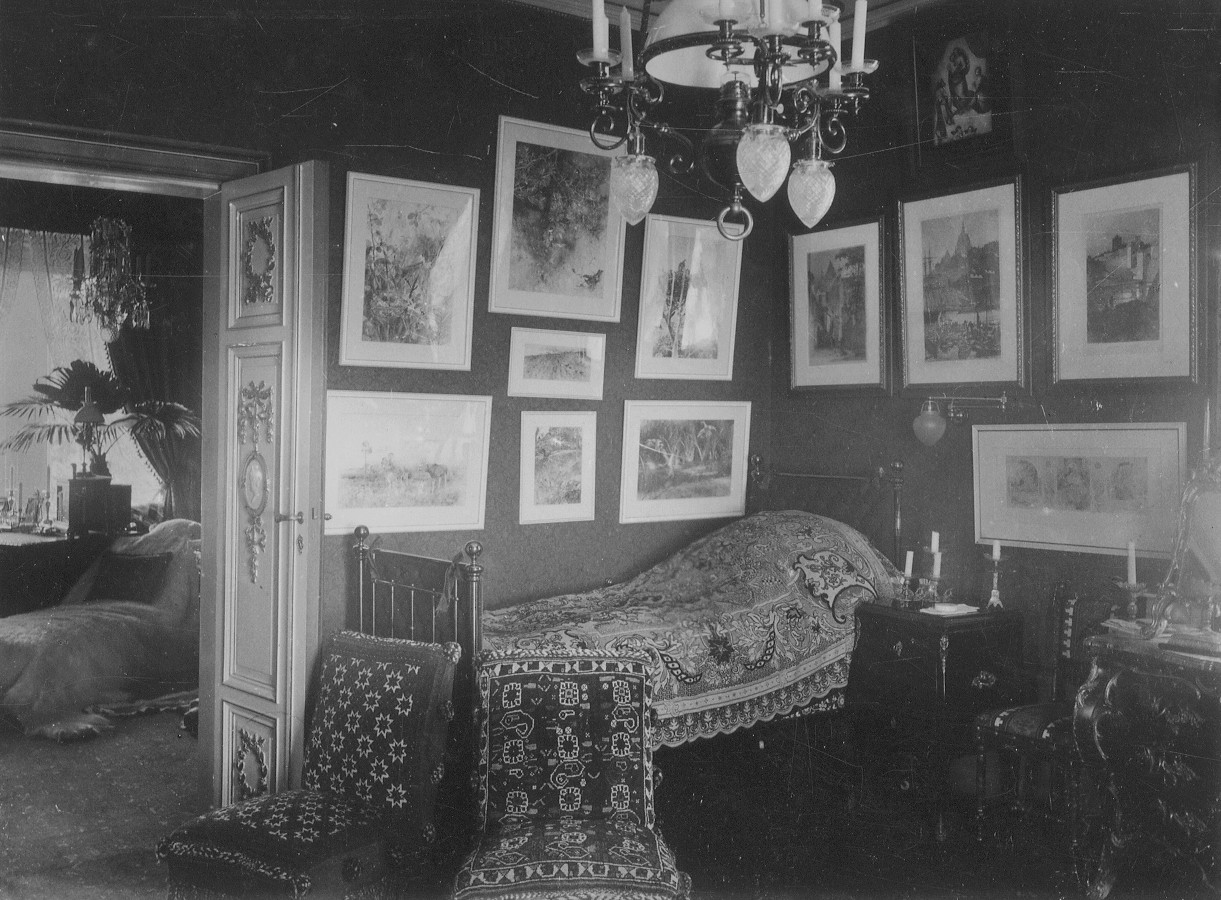
Sovrum
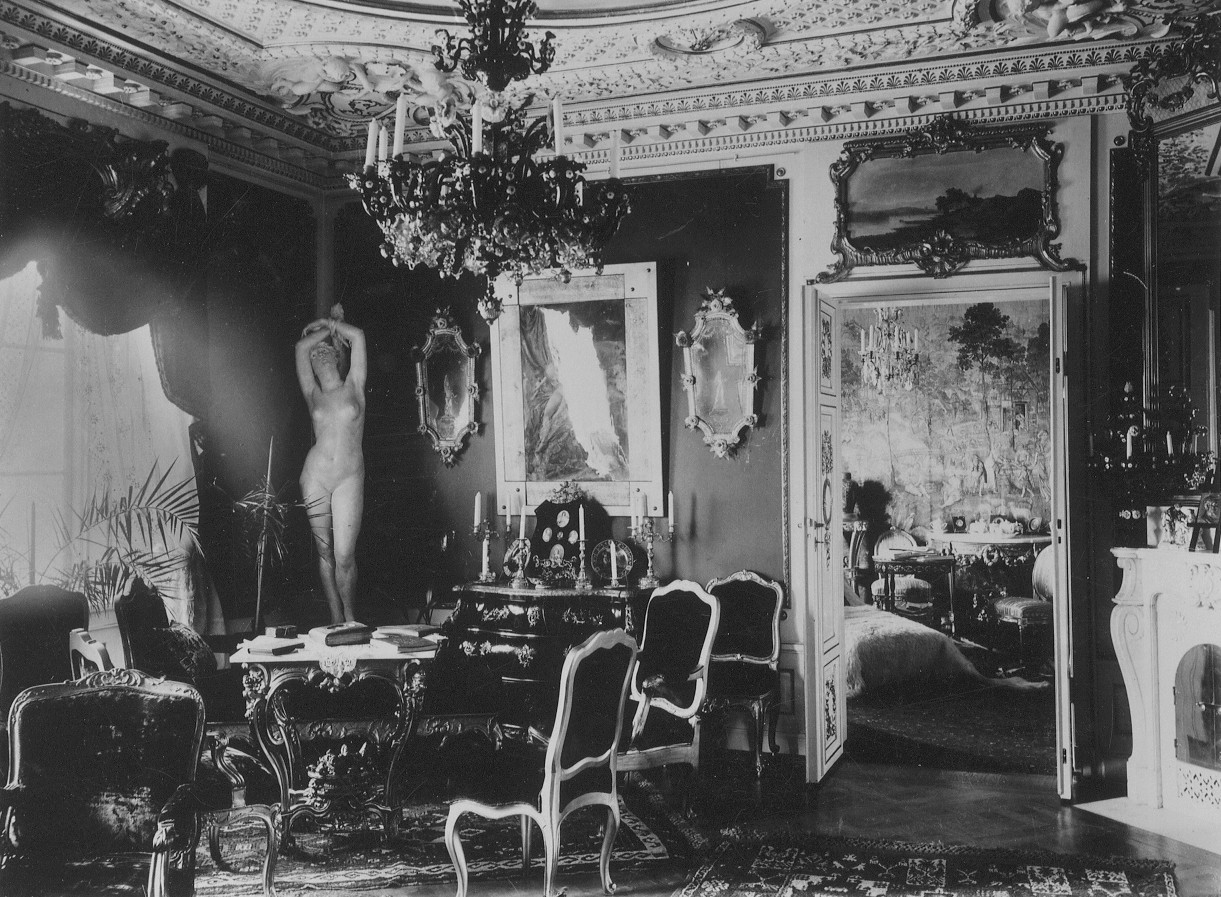
Salongen
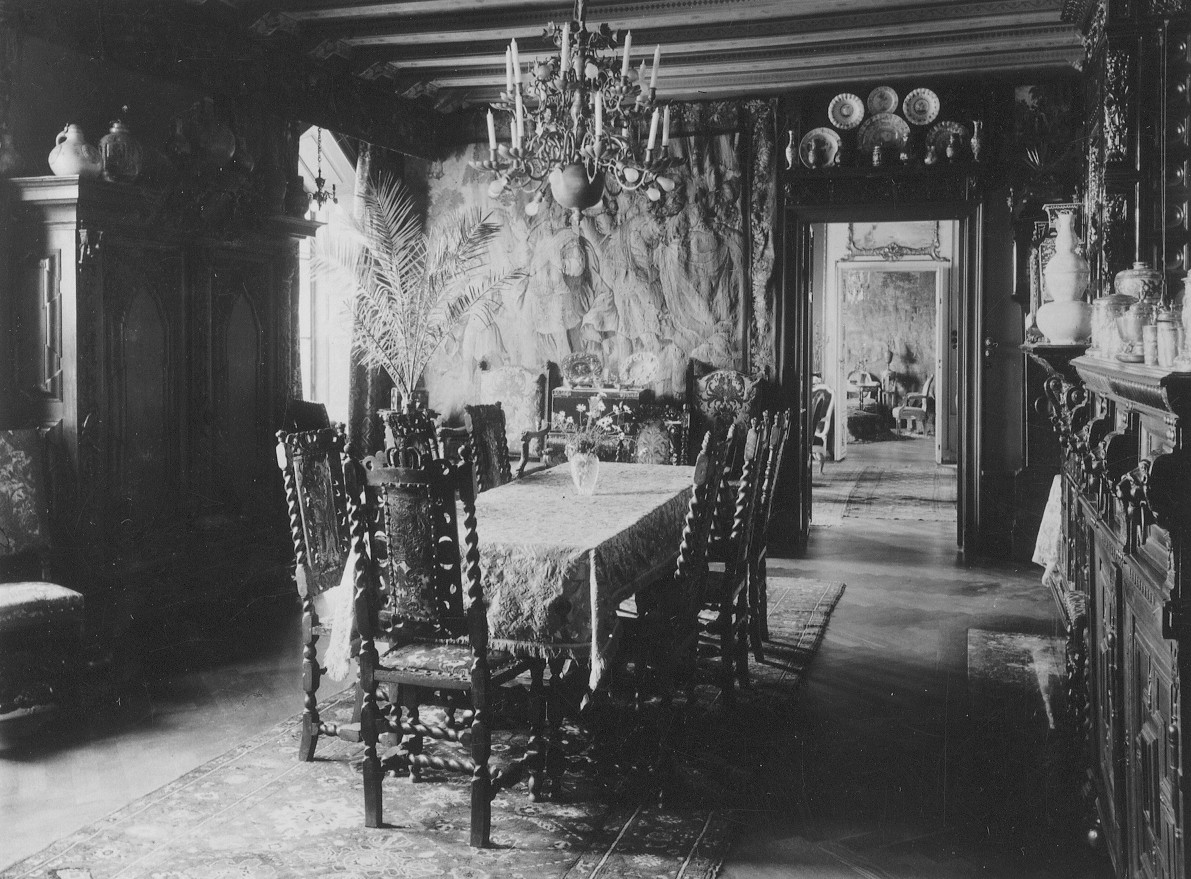
Matsalen
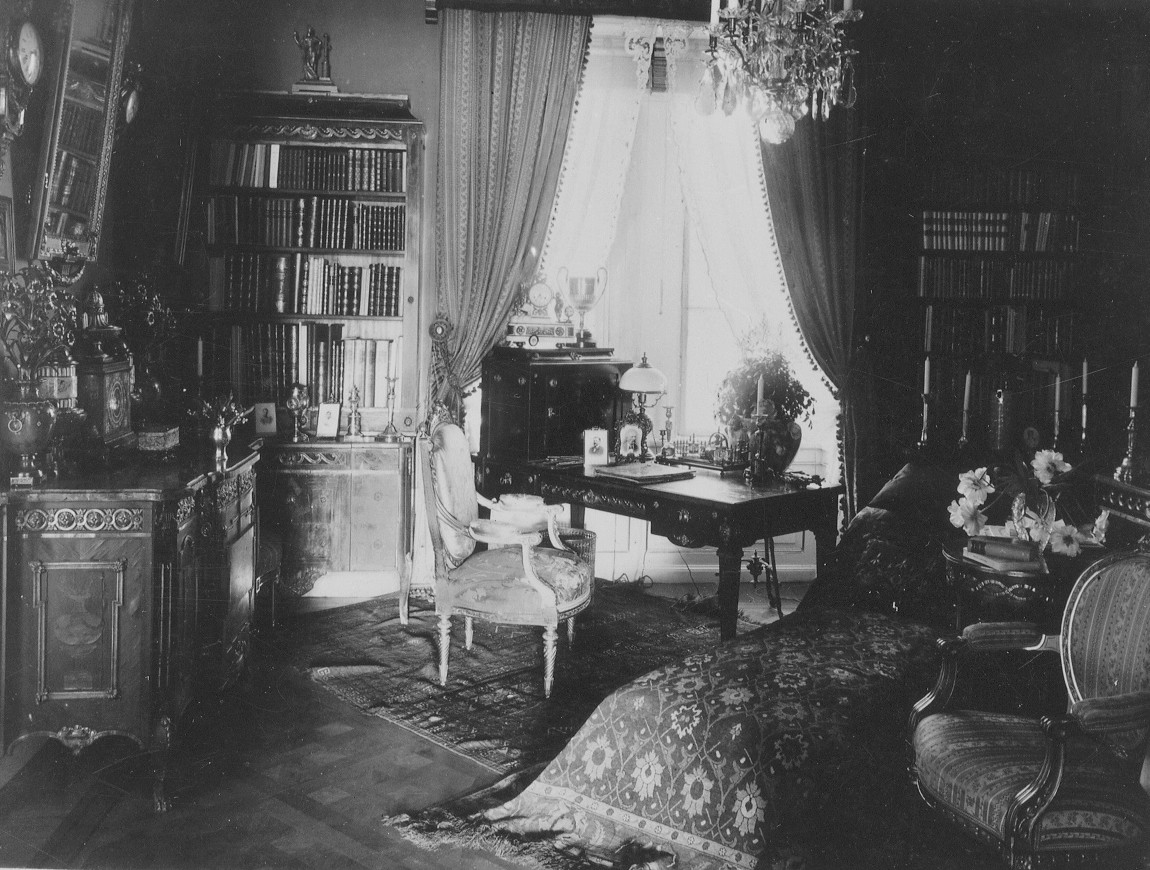
Skrivrum